# 瓜嫩塔上豐塞河動植物保護區
瓜嫩塔上豐塞河動植物保護區（西班牙語：Santuario de fauna y flora Guanentá Alto Río Fonce），是哥倫比亞的自然保護區，位於該國北部博亞卡省和桑坦德省，成立於1993年，該保護區面積104.3平方公里。